# Quebrada Socoroma
La quebrada Socoroma o río Aroma es un curso natural de agua que nace en las laderas del cordón de montañas sin nieve que separa las hoyas del río Lluta de las del río San José de Azapa hasta desembocar en el río Lluta.

## Trayecto
La quebrada es el último afluente del río Lluta hasta su desembocadura en el Pacífico.

## Caudal y régimen
El caudal excedente de la quebrada medido en la localidad de Coca tras su uso en la agricultura fue de 25 litros por segundo.: 20 

## Historia
Luis Risopatrón describe el lugar en su Diccionario Jeográfico de Chile de 1924:: 848 
Socoroma (Pueblo) 18° 16' 69° 37' Es de corto caserío, poblado por indíjenas, está rodeado de bonitos cultivos de alfalfa i se encuentra a 3 060 m de altitud, en la banda S de la quebrada del mismo nombre, de la de Lluta. 3. iv, p. 563 (Alcedo. 1789); 62. Ii, p. 404; 63, p. 76; 77, p. 93; 87, p. 887; 416, p. 300; 134; 155, p. 766; 156; i 164, vii, p. 833; lugarejo en 68, p. 240; i aldea en 10.1, p. 20.
Socoroma (Quebrada de) 18° 15' 69° 38' Corre hacia el W i desemboca en la márjen E de la parte superior de la de Lluta. 116, p. 300; i 134.